# 迈克尔·马里纳罗
迈克尔·马里纳罗（英語：Michael Marinaro，1992年1月7日—），加拿大花样滑冰运动员，2013年世界青年锦标赛双人滑银牌得主、2019年四大洲锦标赛双人滑银牌得主、2020年四大洲锦标赛双人滑铜牌得主。